# 堀之美

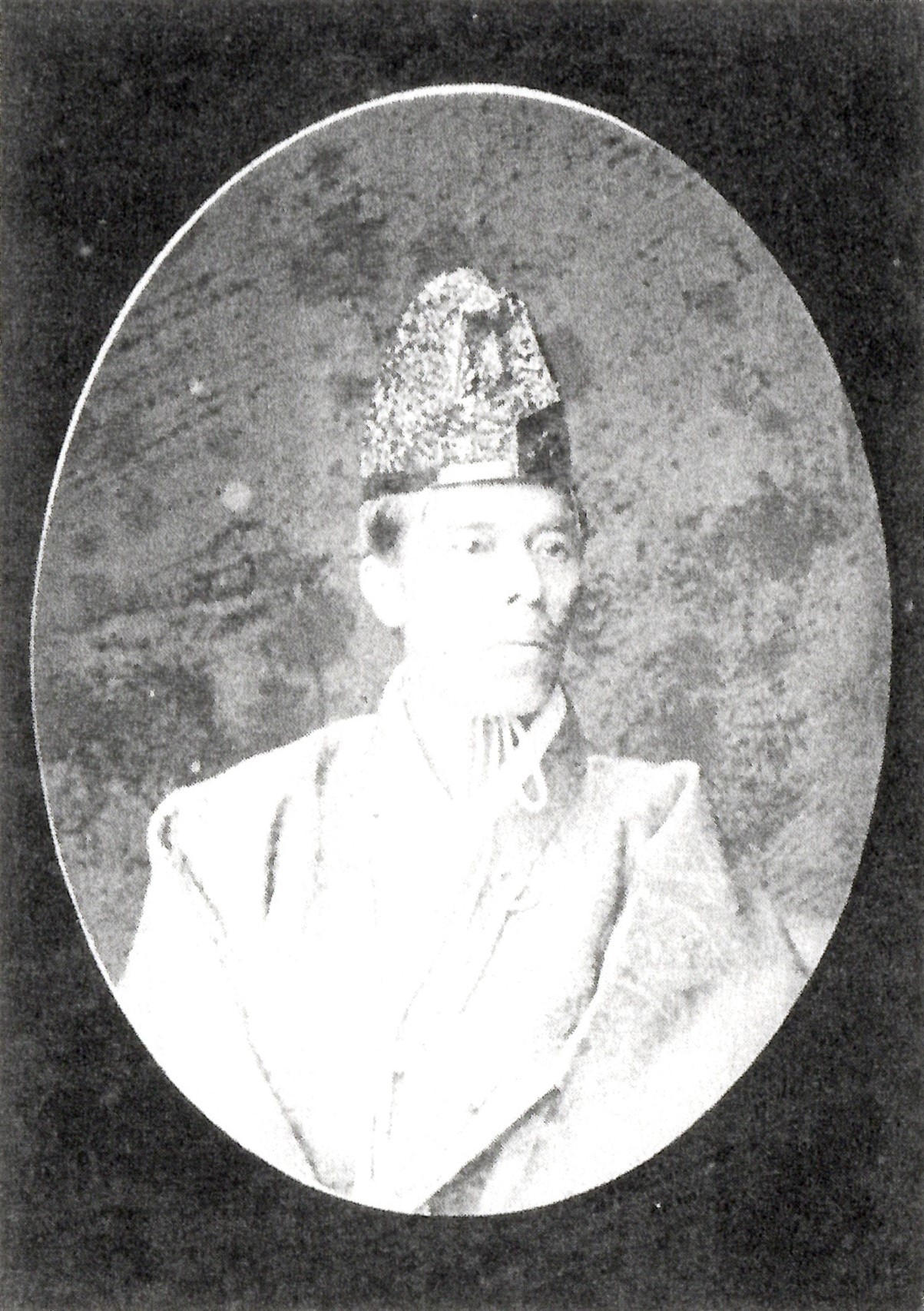
堀之美

堀 之美（ほり ゆきよし、弘化3年12月12日（1847年1月28日） - 明治15年（1882年）8月27日）は、江戸時代後期の大名で、越後椎谷藩第13代（最後）の藩主。椎谷堀家16代。12代藩主・堀之敏の次男。正室は安藤信正の娘。通称は外之助。官位は従五位下、備中守、右京亮。

## 生涯
文久元年（1861年）3月11日、将軍徳川家茂に拝謁する。同年12月16日、従五位下・備中守に叙任する。後に右京亮に改める。文久3年（1863年）2月1日、之敏の死により家督を相続した。元治元年（1864年）7月8日、奏者番に就任する。
慶応4年（1868年）3月2日、江戸に滞在中であった藩主・之美に代わって重臣が北陸道鎮撫総督に出頭して恭順の意向を伝え、翌日に之美も江戸を出て帰国するが、途中の岩鼻陣屋で東山道鎮撫総督に遭遇し、恭順の証として金1000両と米700俵を献上の上、北陸道鎮撫総督の命があるまで領国に留まるように命令を受けた。ところが、領国に戻ると今度は北陸道鎮撫総督から上洛の催促を受けて、同月26日に急遽、京都へ出発する。結果的に、管轄外であるはずの東山道鎮撫総督からは金と米を徴収されるだけで見返りを得られなかったという一種の災難に出くわす形になった。
4月11日、上洛し、閏4月1日、参内する。戊辰戦争では、椎谷藩領は北越戦争の激戦地となり、多大な被害を受けた。同年9月、戦災が甚だしく2万両の拝借を願うものの、認められなかった。明治2年（1869年）の版籍奉還により椎谷藩知事に任じられる。明治10年（1877年）2月、政府に対し、同族の堀直弘、堀直明とともに奥田姓へ改めることを願う。明治15年（1882年）に死去したが、子がなく、同族の旧村松藩主奥田家から直紹（堀直賀の嫡男）を養子に迎えて跡を継がせた。

## 系譜
父母
- 堀之敏（父）

正室
- 安藤鈺子 ー 安藤信正の娘

養子
- 奥田直紹 ー 堀直賀の長男